# Erik Wahlstedt
Erik Wahlstedt, född 16 april 1976 i Stockholm, är en svensk före detta fotbollsspelare. Han startade sin karriär som anfallare men blev därefter högerback.

## Karriär
Efter ungdomsfotboll i Räppe GoIF och BK Astrio representerade Wahlstedt som 18-åring IFK Göteborg i början av sin proffskarriär. Den allsvenska debuten skedde den 14 april 1994 mot IFK Norrköping. Wahlstedt fick även spela i Champions League. Den 28 september 1994 blev han inbytt i den 69:e minuten, och efter 4 minuters spel passade han till Magnus Erlingmarks kvittering när IFK Göteborg vann mot FC Barcelona. Wahlstedt lämnade sedan Blåvitt inför säsongen 1997 som en av Sveriges mest lovande unga anfallare, med tre SM-guld och med ett mål mot bland annat AC Milan i Champions League den 16 oktober 1996 på meritlistan.
Den 24 januari 1998 startade Wahlstedt sin första A-landskamp för Sverige i en träningslandskamp mot USA i Orlando, där han bildade anfallspar med Mattias Jonsson.
I Helsingborgs IF blev det cupguld 1998 samt ett SM-guld 1999, och han spelade i båda matcherna när Skåneklubben slog ut Inter i Champions League i augusti 2000.  För att Wahlstedt skulle få mer speltid värvade danska Esbjerg honom i juli 2001.
När han kom tillbaka till Helsingborgs IF inför säsongen 2004 gjorde han det som omskolad högerback. Hans lugna och stabila försvarsspel gjorde att han överraskande blev uttagen till Tommy Söderberg/Lars Lagerbäcks trupp till EM 2004 efter att bara ha spelat en enda landskamp. Den 28 april 2004 startade Wahlstedt som högerback, i sitt andra och sista framträdande för landslaget i en träningslandskamp mot Portugal i Coimbra. I mästerskapet blev det ingen speltid.
2006 vann han Svenska Cupen med Helsingborgs IF och blev samma år vald till Årets HIF:are. 
2007 var Wahlstedt en viktig del av det HIF som nådde åttondelsfinal i UEFA-cupen efter att bland annat vunnit mot Galatasaray i Istanbul.
2009 tappade Wahlstedt sin ordinarie startplats och 2010 blev förstört av skador. Få hade nog räknat med att den då snart 35-årige Wahlstedt skulle ha ytterligare en säsong i kroppen. Men han kom tillbaka och var Helsingborgs IF kanske bästa försvarare under guldsäsongen 2011, då klubben vann Allsvenskan, Svenska cupen och Supercupen, och Helsingborgs IF blev därmed det enda svenska fotbollslaget som har vunnit en “trippel”, tre titlar under samma säsong. I oktober 2012 meddelade Wahlstedt att han skulle avsluta karriären efter säsongen.